# Bärbel Dieckmann
Bärbel Dieckmann (Leverkusen, 26 mars 1949) est une enseignante et femme politique allemande.

## Biographie
Membre du Parti social-démocrate d'Allemagne, elle a été bourgmestre de Bonn de 1994 à 2009.